# Danzig 4
Danzig 4 è il quarto album in studio del gruppo heavy metal statunitense Danzig, pubblicato nel 1994.

## Tracce
Testi e musiche di Glenn Danzig.
1. Brand New God – 4:29
2. Little Whip – 5:10
3. Cantspeak – 4:06
4. Going Down to Die – 4:59
5. Until You Call on the Dark – 4:24
6. Dominion – 4:13
7. Bringer of Death – 4:40
8. Sadistikal – 5:07
9. Son of the Morning Star – 5:04
10. I Don't Mind the Pain – 4:45
11. Stalker Song – 5:48
12. Let It Be Captured – 5:16

1. Invocation – 2:59

## Formazione
- Glenn Danzig - voce, chitarra, piano
- John Christ - chitarra
- Eerie Von - basso
- Chuck Biscuits - batteria